# Janusz Prądzyński
Janusz Witold Prądzyński vel Jan Bałdyga, pseudonim Janek, Janek Paschalski, Trzy, Dziewięć (ur. 29 listopada 1911 w Kaliszu, zm. 31 marca 1963 w Płocku) – polski dziennikarz, rotmistrz kawalerii Wojska Polskiego, Polskie Siły Zbrojne i Armii Krajowej, cichociemny.

## Życiorys
Był synem Jana, dra filozofii, i Jadwigi z domu Skórzewskiej. Po ukończeniu Państwowego Gimnazjum im. Tadeusza Kościuszki w Kaliszu, w którym w 1930 roku złożył egzamin dojrzałości, pracował jako reporter w Centralnej Agencji Prasowej. W 1934 roku ukończył trzyletni kurs w Wyższej Szkole Dziennikarskiej w Warszawie. Następnie uczył się w Szkole Podchorążych Kawalerii w Grudziądzu. Od 1936 roku pracował jako dziennikarz, początkowo w „Gazecie Handlowej”, a od 1938 roku w „Kurierze Polskim” jako sprawozdawca gospodarczy.
We wrześniu 1939 roku walczył w 3 pułku szwoleżerów, a następnie w 101 pułku ułanów, w którym dowodził plutonem karabinów maszynowych. 21 września dostał się do niewoli radzieckiej, udało mu się uciec 22 września i przedostać do Warszawy. Przekroczył granicę polsko-słowacką 29 listopada. Przebywał w areszcie na Słowacji, skąd znów udało mu się uciec. W styczniu 1940 roku dotarł do Francji, gdzie został przydzielony do 2 szwadronu cekaemów 24 pułku ułanów 10 Brygady Kawalerii Pancernej. Od 1 maja służył jako oficer pocztowy w kwaterze dowódcy brygady. W czerwcu 1940 roku przedostał się do Wielkiej Brytanii, gdzie ponownie służył w 10 BKP (w 2 szwadronie cekaemów 10 pułku strzelców konnych).
Zgłosił się do służby w okupowanej Polsce. Przeszedł kurs OKDAW (polska szkoła wywiadu pod kamuflażem Oficerskiego Kursu Doskonalącego Administracji Wojskowej). Po przeszkoleniu w wywiadzie został zaprzysiężony 29 grudnia 1942 roku w Oddziale VI Sztabu Naczelnego Wodza. Zrzutu dokonano w nocy z 13 na 14 marca 1943 roku w ramach operacji „Tile” dowodzonej przez por. naw. Karola Gębika (zrzut na placówkę odbiorczą „Olcha” położoną 9 km na południowy wschód od Kielc). Dostał przydział do ekspozytury „Lombard” wydziału wywiadu ofensywnego „Stragan” Oddziału II (informacyjno-wywiadowczego) sztabu Komendy Głównej AK na stanowisko inspektora sieci wywiadowczych. Agenci jego sieci m.in. zdobyli projekty prototypów nowych czołgów Pantera i broni przeciwpancernej panzerfaust, zlokalizował położenie fabryk samolotów Focke-Wulfów, które zostały zniszczone przez lotnictwo alianckie.
W powstaniu warszawskim służył na stanowisku adiutanta dowódcy Batalionu „Golski”. Po kapitulacji powstania wyszedł z Warszawy z ludnością cywilną. Do stycznia 1945 roku pracował w Oddziale II KG AK.
Od 3 października 1945 roku pracował jaki dziennikarz w PAP, a od 1 maja 1955 roku był redaktorem w biuletynie „Wieś”. 31 marca 1958 przeszedł na rentę.
Był członkiem Stronnictwa Demokratycznego.
Zmarł 31 marca 1963 roku w Płocku. Pochowany na cmentarzu w Milanówku.

## Życie prywatne
Nie założył rodziny.

## Awanse
- podporucznik – ze starszeństwem z dniem 1 stycznia 1937 i 81. lokatą w korpusie oficerów rezerwy kawalerii[1]
- porucznik – marzec 1943 roku
- rotmistrz – 21 września 1944 roku.

## Odznaczenia
- Krzyż Walecznych – czterokrotnie, w tym 2 października 1944 roku.